# Saint-Amant-Tallende
Saint-Amant-Tallende é uma comuna francesa na região administrativa de Auvérnia-Ródano-Alpes, no departamento Puy-de-Dôme. Estende-se por uma área de 4,97 km². Em 2010 a comuna tinha 1 768 habitantes (densidade: 355,7 hab./km²).